# Видобора, Владимир Деонисович
Владимир Деонисович Видобора (3 марта 1941 — 5 июня 2017) — директор акционерного общества «Агрокомпания „Свобода“», Одесская область, Герой Украины (2004).

## Биография
Родился 3 марта 1941 года в с. Траповка, Татарбунарского района Одесской области. Украинец.
Депутат Одесского областного совета (с 04.2006), член Комиссии по вопросам земельных отношений и административно-территориального устройства.

### Образование
- Измаильский техниум механизации и электрификации сельского хозяйства (1955—1959).
- Одесский технологический институт пищевой и холодильной промышленности (1962—1965).
- Киевский автомобильно-дорожный институт (1966—1971).

### Деятельность
- 1963−1966 — служба в Советской Армии на Северном флоте.
- 1966−1971 — диспетчер-плановик, Измаильский ремонтный завод.
- 1971−1975 — главный инженер, совхоз им. XXII съезда КПСС, с. Муравлевка.
- 1975−1978 — главный инженер, совхоз им. Калинина, с. Старая Некрасовка Измаильского района Одесской области.
- 1978−1979 — главный инженер зверохозяйства.
- 1979−1983 — главный инженер, совхоз им. Кирова, с. Кислица.
- 02.−04.1983 — заместитель директора, в 04.1983−11.1995 — директор, совхоз им. Калинина, с. Старая Некрасовка.
- С 11.1995 — председатель правления, агрокомпания «Свобода»[2], с. Старая Некрасовка, Измаильский район Одесской области.

### Семья
- Отец — Деонис Павлович (1890—1946).
- Мать — Христина Михайловна (1900—1985).
- Жена — Вера Ивановна (1947- 2020).
- Дети — сыновья Сергей (род. 1969) и Владимир (род. 1975).

## Награды и звания
- Герой Украины (с вручением ордена Державы, 16 ноября 2004 — за выдающиеся личные заслуги перед Украинским государством в развитии агропромышленного производства, внедрение прогрессивных технологий выращивания сельскохозяйственных культур, многолетний самоотверженный труд).
- Знак отличия Президента Украины — юбилейная медаль «20 лет независимости Украины» (19 августа 2011 года)[3]
- Заслуженный работник сельского хозяйства Украины (2001).